# Puliciphora sylvatica
Puliciphora sylvatica är en tvåvingeart som beskrevs av Puliciphora 1909. Puliciphora sylvatica ingår i släktet Puliciphora och familjen puckelflugor.
Artens utbredningsområde är Washington. Inga underarter finns listade i Catalogue of Life.